# Зигана (перевал)
Зигана (тур. Zigana Geçidi) — горный перевал, расположенный в Понтийских горах в провинции Гюмюшхане, недалеко от провинции Трабзон на северо-востоке Турции. Перевал находится на высоте 2032 м (6667 фута) над уровнем моря, на расстоянии 60 км (37 миль) от Гюмюшхане и 120 км (75 миль) от Трабзона на побережье Черного моря. Перевал покрыт снегом пять месяцев в году.
Пересечь перевал можно через старый и новый тоннели.
Туннель Зигана под перевалом на высоте 1795 м (5889 футов) над уровнем моря, составляет 1702 м (5584 фута) в длину, 11 м (36 футов) в ширину и имеет максимальную высоту 8 м (26 футов). Это один из самых длинных тоннелей в стране.
Одноимённая деревня Зигана, расположенная в 3,5 км (2,2 миль) к юго-западу от туннеля, является популярным горнолыжным курортом.
До близлежащего озера Лимни можно дойти пешком на 3 км (2 миль) по тропе или на машине по трассе 19 км (12 миль) дорога (частично грунтовая) через деревню Калканлы.
25 января 2009 года на перевале произошёл сход лавины, в результате чего погибло 11 туристов.

## Галерея

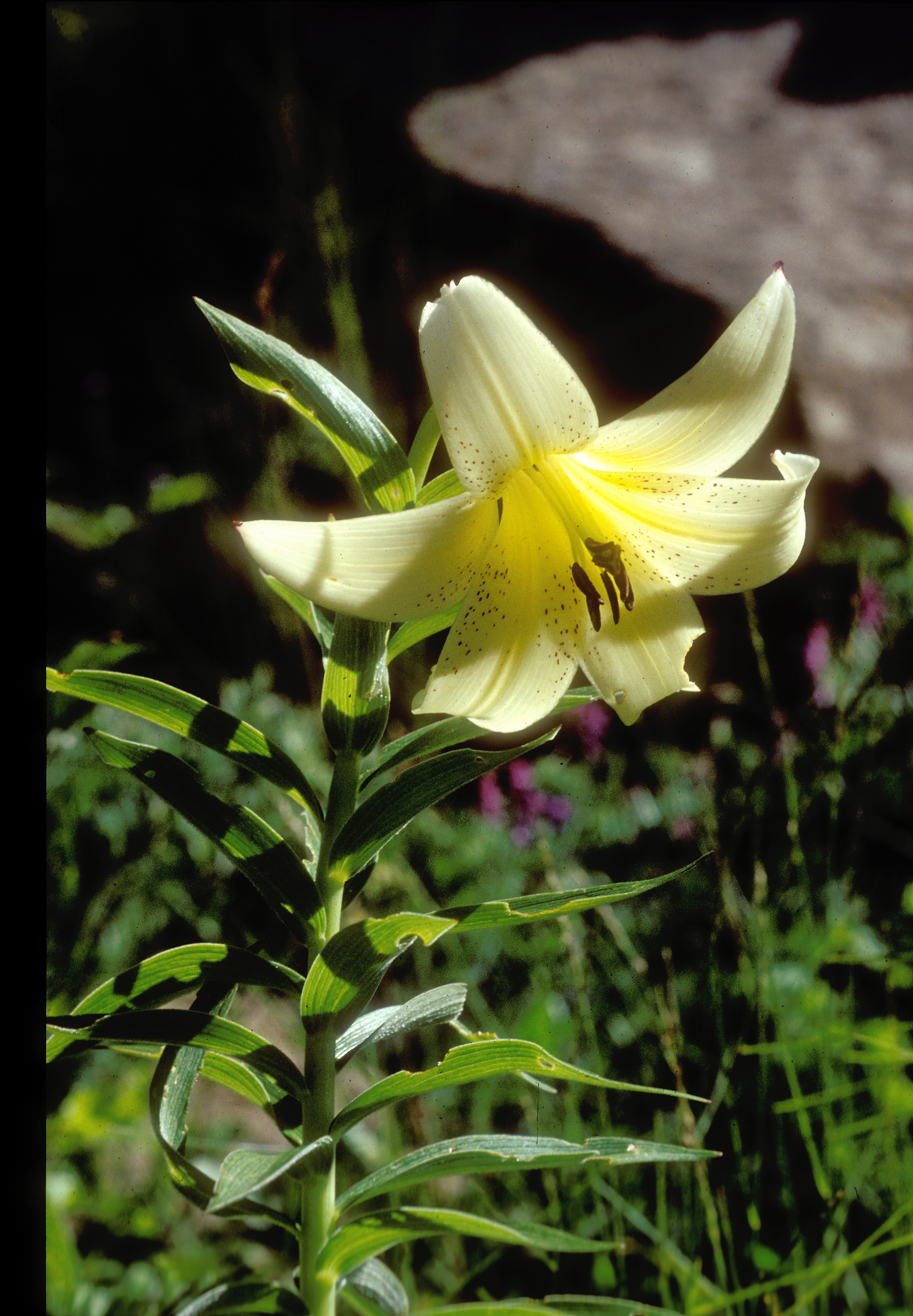
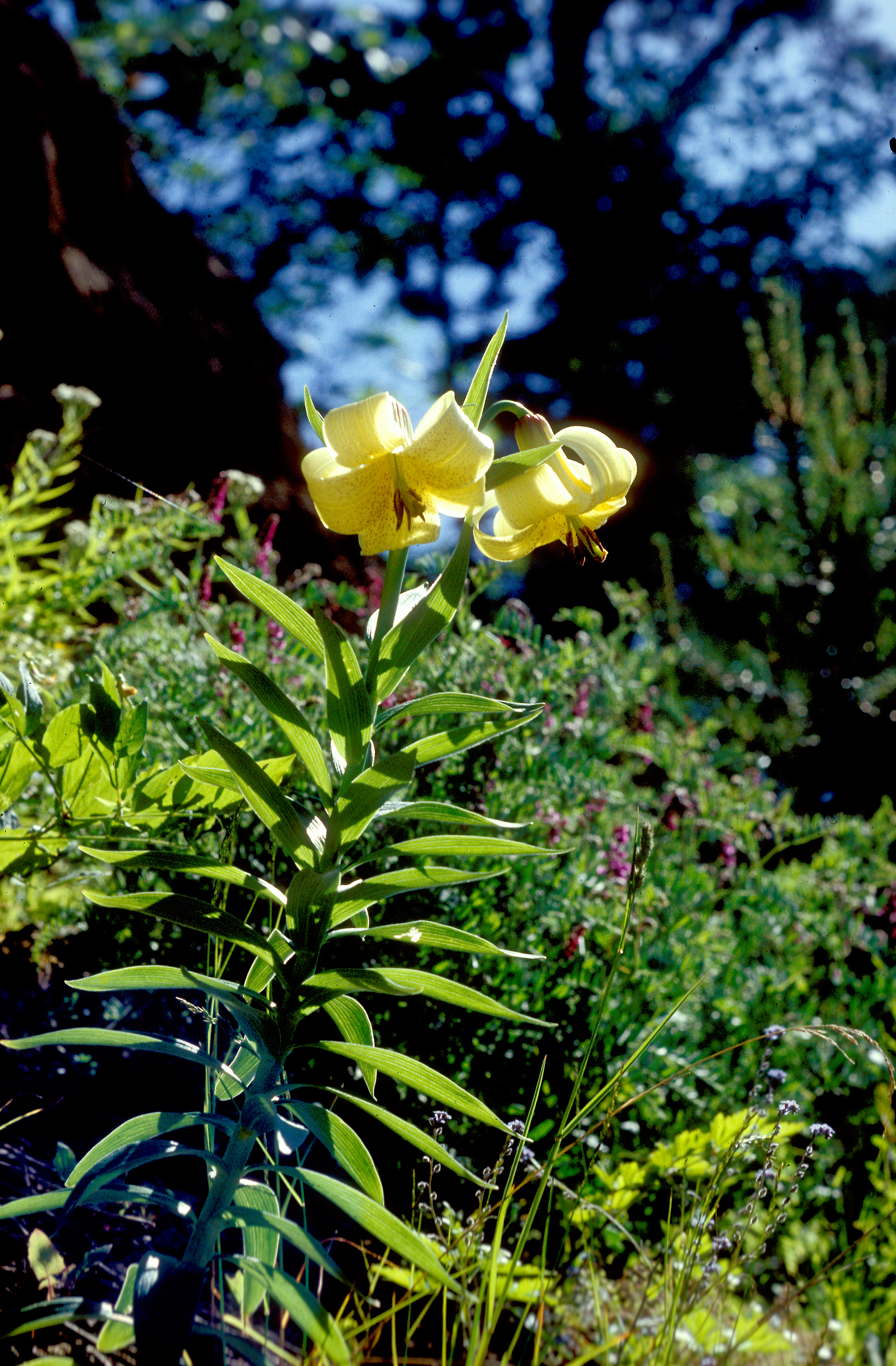
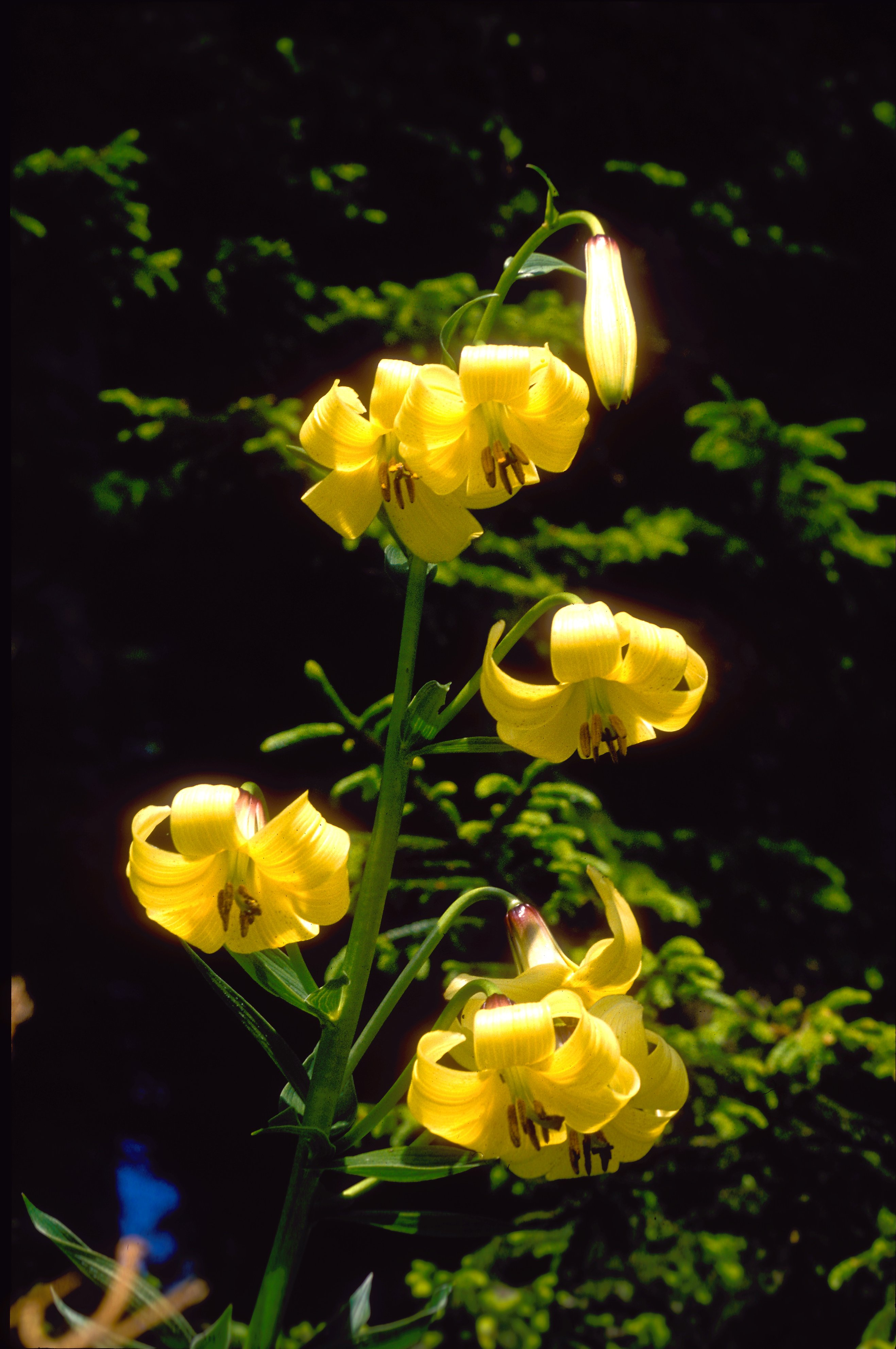
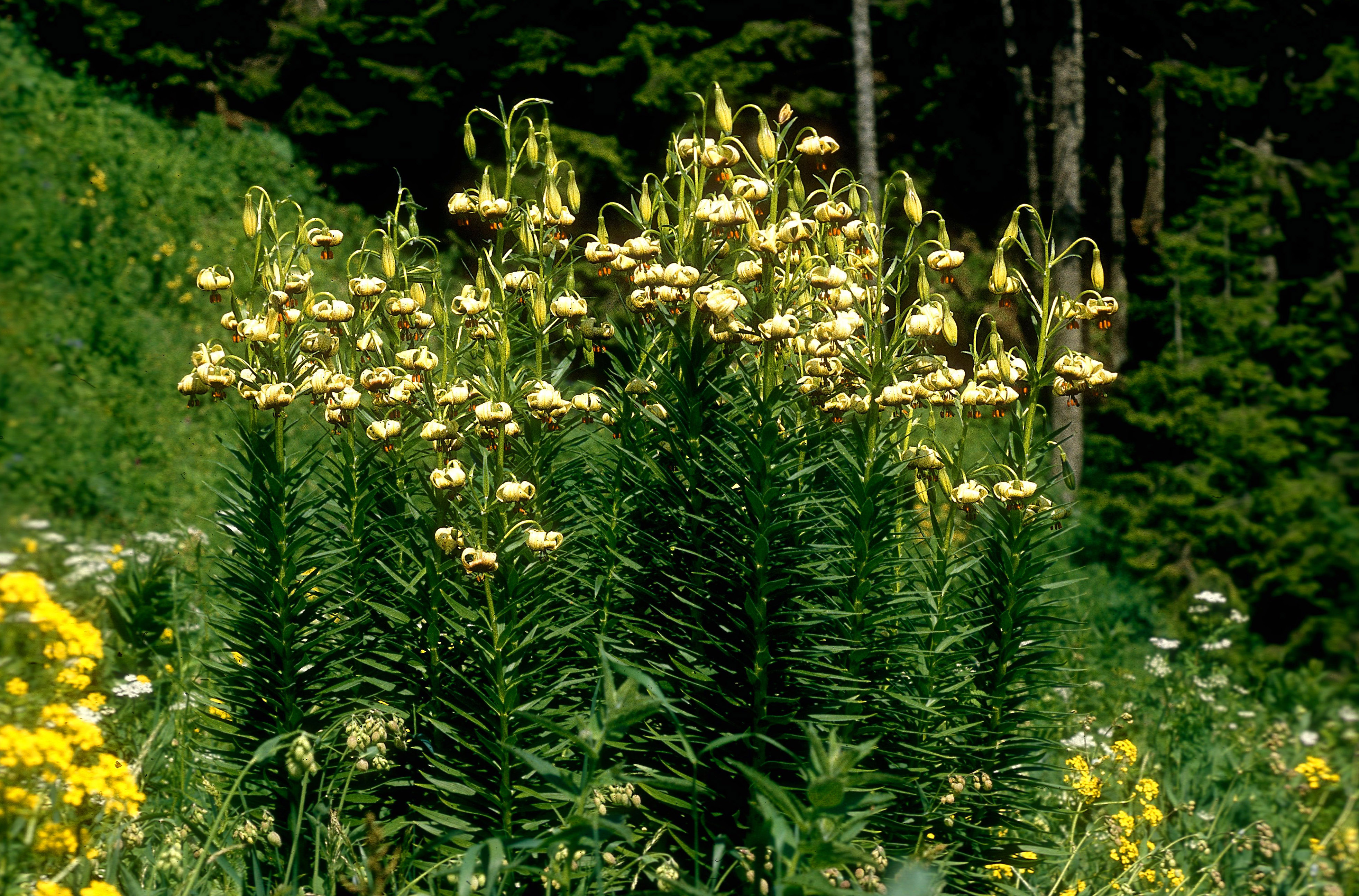

Лилии на перевале Зигана